# Ab’Aigre
Ab’Aigre (* 22. September 1949 in Genf als Pascal Habegger) ist ein Schweizer Comiczeichner.
Nach seinem Studium an der Genfer Kunsthochschule entdeckte Habegger die Comic-Kultur und begann selbst unter dem Pseudonym Ab’Aigre zu zeichnen. Für die Zeitschrift Circus fertigte er ab 1980 die Serie La Route des goélands (dt.: Der Flug der Möwen), den Text dazu lieferte die Autorin Sylvian Brossard. Um 1984 schuf er mehrere Kurzgeschichten, die in Deutschland als Album Trugbilder veröffentlicht wurden.
Sein Pseudonym „starb“ am 20. Oktober 2006.

## Alben
- Der Flug der Möwen (3 Alben, Carlsen Verlag 1985/86)
- Trugbilder (Edition Moderne 1986)